# Kauaiina parva
Kauaiina parva är en fjärilsart som beskrevs av Riotte 1980. Kauaiina parva ingår i släktet Kauaiina och familjen mätare. Inga underarter finns listade i Catalogue of Life.